# جيمس جوزيف دالي
جيمس جوزيف دالي (بالإنجليزية: James Joseph Daly) هو كاهن كاثوليكي أمريكي، ولد في 14 أغسطس 1921 في نيويورك في الولايات المتحدة، وتوفي في 14 أكتوبر 2013 في بلو بوينت في الولايات المتحدة.